# دفع بالطاقة الشعاعية
الدفع بالطاقة الشعاعية، والمعروف أيضًا بالدفع بالطاقة الموجهة، هو فئة من دفع المركبات الجوية أو المركبات الفضائية الذي يستخدم الطاقة المُرسلة إلى المركبة الفضائية من محطة طاقة عن بعد لأجل تزويد المركبة بالطاقة. عادة ما يكون الشعاع إمّا شعاع ميكروي أو شعاع ليزري، وهو إمّا نبّاض أو مستمر. يكون الشعاع المستمر مناسبًا في الصواريخ الحرارية، ومحركات الدفع الضوئية، والأشرعة الضوئية، أمّا الشعاع النبّاض فهو مناسب لمحركات الدفع بالتذرية ومحركات التفجير النبّاضة.
القاعدة التي يُستشهد بها عادة هي: يلزم واحد ميغاوات من الطاقة المرسلة إلى المركبة لكل كيلوغرام، أثناء تسريعها للسماح لها بالوصول إلى مدار أرضي منخفض.
اقتُرح بالإضافة إلى تطبيق الإطلاق إلى المدار تطبيقات للتنقل حول العالم بسرعة.

## خلفية
الصواريخ هي آلات تعتمد على زخم الحركة، تستخدم كتلة مقذوفة من الصاروخ لتزويد الصاروخ بهذا الزخم. إنّ الزخم هو ناتج الكتلة والسرعة، لذلك تحاول الصواريخ بشكل عام وضع أكبر قدر من السرعة في كتلتها العاملة، وبالتالي تقليل كمية الكتلة العاملة المطلوبة. هنالك حاجة للطاقة من أجل تسريع الكتلة العاملة. في الصواريخ التقليدية، يُدمج الوقود كيميائيًا لأجل توفير الطاقة، وتُستخدم منتجات الوقود الناتجة، الرماد أو العادم، بمثابة الكتلة العاملة.
لا يوجد سبب معين لاستخدام نفس الوقود لكل من الطاقة والزخم. في المحرك النفاث، على سبيل المثال، يُستخدم الوقود فقط لإنتاج الطاقة، ويجري الحصول على الكتلة العاملة من الهواء الذي تطير المركبة النفاثة خلاله. في المحركات النفاثة الحديثة، كمية الهواء المدفوعة أكبر بكثير من كمية الهواء المُستخدم لأجل الطاقة. لا يُعدّ هذا حلًا بالنسبة للصاروخ، لأنه يصعد بسرعة إلى ارتفاعات حيث يكون الهواء رقيقًا جدًا، ولا يكون مفيدًا بمثابة مصدر للكتلة العاملة.
يستطيع الصاروخ حمل كتلته العاملة واستخدام بعض مصادر الطاقة الأخرى. تتجسد المشكلة في إيجاد مصدر للطاقة بنسبة قوة إلى وزن تنافس الوقود الكيميائي. تستطيع المفاعلات النووية الصغيرة المنافسة في هذا الصدد، وأُنجز عمل كبير على الدفع الحراري النووي في ستينيات القرن العشرين. لكن أدت المخاوف البيئية وارتفاع التكاليف إلى إنهاء معظم هذه البرامج.
يمكن القيام بالمزيد من التحسينات عن طريق الاستغناء عن توليد الطاقة من المركبة الفضائية. إذ تُرك المفاعل النووي على الأرض، ونُقلت طاقته إلى المركبة الفضائية، سيُزال وزن المفاعل أيضًا. تتجسد المشكلة في نقل الطاقة إلى المركبة الفضائية. هذه هي فكرة الطاقة الشعاعية.
يمكن ترك مصدر الطاقة ثابتًا على الأرض عن طريق الدفع الشعاعي، وبشكل مباشر (أو عن طريق المبادل الحراري)، يمكن تسخين المادة الدافعة في المركبة الفضائية عن طريق شعاع ميزر أو ليزر من محطة ثابتة. يسمح هذا للمركبة الفضائية بترك مصدر طاقتها على الأرض، وهذا ما يوفر كميات كبيرة من الكتلة، ويحسن الأداء بشكل كبير.

## الدفع بالليزر
بما أنّ الليزر يستطيع تسخين المادة الدافعة إلى درجات حرارة عالية جدًا، من المحتمل أن  يحسن هذا كفاءة الصاروخ بشكل كبير، إذ تتناسب سرعة العادم مع الجذر التربيعي لدرجة الحرارة. تمتلك الصواريخ العادية التي تعمل بالتفاعلات الكيميائية سرعة عادم محدودة بكمية الطاقة الثابتة في المواد الدافعة، لكن أنظمة الدفع الشعاعية لا تمتلك حد نظري معين (على الرغم من وجود حدود لدرجة الحرارة عمليًا).

## الدفع بالأمواج الميكروية
في الدفع الحراري بالأمواج الميكروية، يُستخدم شعاع ميكروي خارجي لتسخين مبادل حراري مقاوم إلى درجة حرارة تتجاوز 1500 كلفن، وبالتالي تسخين المادة الدافعة مثل الهيدروجين، أو الميثان، أو الأمونيا. يُحسن هذا من الاندفاع النوعي، ونسبة قوة الدفع إلى الوزن لنظام الدفع بالنسبة لدفع الصاروخ التقليدي. على سبيل المثال، يمكن أن يوفر الهيدروجين اندفاعًا نوعيًا يتراوح بين 700-900 ثانية، وبنسبة قوة دفع إلى الوزن تتراوح بين 50-150.
طوّر الأخوان جايمس بينفورد وغريغوري بينفورد تعديلًأ، يتمثل في استخدام الانتزاز الحراري للمادة الدافعة المحصورة في مادة شراع ميكروي كبير جدًا. ينتج هذا تسارعًا عاليًا جدًا بالمقارنة مع الأشرعة الميكروية المدفوعة بمفردها.

## الدفع الكهربائي
تستخدم بعض آليات المركبة الفضائية المقترحة دفع مركبة فضائية عاملة بالطاقة الكهربائية، إذ تُستخدم فيها الطاقة الكهربائية في محرك صاروخي يعمل بالطاقة الكهربائية، مثل محرك دفع أيوني أو محرك دفع بلازمي. تفترض عادةً هذه الخطط إما ألواح شمسية، أو مفاعل على متن المركبة. لكن يُعتبر كل من مصدري الطاقة هذين ثقيلين.
بالنسبة  للدفع الكهربائي الليزري، يمكن استخدام الطاقة الشعاعية بشكل ليزر لإرسال الطاقة إلى ألواح الطاقة الضوئية. في هذا النظام، إن كانت ستتعرض المصفوفة الشمسية لشدة عالية، فمن الضروري تصميم الألواح بشكل دقيق لتجنب الانخفاض في كفاءة التحويل الناتجة عن تأثيرات التسخين. حلل جون بروفي انتقال طاقة الليزر إلى مصفوفة الألواح الضوئية التي تعمل بنظام دفع كهربائي عالي الكفاءة بمثابة وسيلة لإنجاز المهمات ذات فروق في العالية، مثل مهمة المولدات النجمية التابعة لمشروع التصورات المتطورة المبتكرة التابع لناسا.
بالنسبة للدفع الكهربائي الميكروي، يمكن استخدام شعاع ميكروي لإرسال الطاقة إلى هوائي مُقوّم. أُثبتت قوة البث الميكروية عمليًا عدة مرات (على سبيل المثال، غولدستون، كاليفورنيا في عام 1974)، من المحتمل أن تكون الهوائيات المُقومة خفيفة الوزن، وبإمكانها التعامل مع الطاقة العالية بكفاءة تحويل كبيرة. على الرغم من حاجة الهوائيات المقومة لتكون كبيرة جدًا لالتقاط كمية كبيرة من الطاقة.

## الاندفاع المباشر
يمكن استخدام شعاع أيضًا لتوفير الاندفاع عن طريق دفع الشراع بشكل مباشر.
يُستخدم كمثال على هذا شراع شمسي ليعكس شعاع الليزر. يُدعى هذا المبدأ الشراع الضوئي المدفوع بالليزر، والذي اقترحه ماركس في البداية. ولكن الفيزيائي روبرت إل. فوروارد هو الذي شرحه بالتفصيل وطوره في عام 1989 بمثابة طريقة للسفر بين النجوم، بحيث يمكن تجاوز النسب الكتلية (النسبة بين كتلة الصاروخ عند الانطلاق وعند انتهاء الوقود الدافع) الكبيرة جدًا من خلال عدم حمل الوقود. أُجريت المزيد من التحاليل فيما يخص هذا المبدأ من قِبل لانديس، ومالوف وماتلوف، وأندروز، ولوبين، وآخرين.
يجب أن يكون قطر الشعاع كبيرًا بحيث لا يخطئ الشراع إلا جزئ صغير من الشعاع بسبب الانحراف، ويجب أن يكون هوائي الأشعة الليزرية أو الميكروية ذات تموضع توجيه جيد لكي تستطيع المركبة إمالة أشرعتها بسرعة كافية لتلحق بمركز الشعاع. يصبح هذا أكثر أهمية عند الانتقال من السفر بين الكواكب إلى السفر بين النجوم، وعند الانتقال من مهمات التحليق إلى مهمات الهبوط، والمهمات العائدة. من المحتمل أن يكون مرسل الليزر أو الأشعة الميكروية عبارة عن مصفوفة طورية كبيرة من الأجهزة الصغيرة، التي تحصل على طاقتها من الإشعاع الشمسي بشكل مباشر. يلغي حجم المصفوفة الحاجة إلى عدسة أو مرآة.
يوجد مفهوم آخر للدفع بالشعاع يستخدم الشراع المغناطيسي أو شراع إم إم بي بي لإرسال شعاع من الجسيمات المشحونة من مسرع جسيمات أو نفاثة بلازما. اقترح لانديس شراع الجسيمات المدفوعة بالشعاع في عام 1989، وحلله بمزيد من التفصيل في ورقة علمية عام 2004. اقترح جوردن كير بديلًا لذلك، بواسطته يمكن أن تنقل الأشرعة الضوئية المُسرَّعة عن طريق شعاع ليزري صغير الزخم إلى مركبة ذات شراع مغناطيسي.
يستخدم مبدأ آخر للدفع بالشعاع حبيبات أو مقذوفات من المادة العادية. ينعكس تيار حبيبات من مقذاف ثابت عن طريق مركبة فضائية. لا تحتاج المركبة الفضائية طاقة أو كتلة تفاعلية لدفع نفسها.